# Halowe Mistrzostwa Europy w Łucznictwie 2008
11. Halowe Mistrzostwa Europy w Łucznictwie odbyły się w dniach 4–8 marca 2008 roku w Turynie we Włoszech.
Polska wywalczyła jeden medal wśród juniorów. Srebro zdobyła drużyna pań w łuku klasycznym, w składzie Małgorzata Głód, Dagmara Janeczek i Milena Barakońska.

## Reprezentacja Polski seniorów

### Łuk klasyczny
- Małgorzata Ćwienczek
- Rafał Dobrowolski
- Iwona Marcinkiewicz
- Justyna Mospinek
- Jacek Proć
- Tomasz Przepióra

### Łuk bloczkowy
- Maria Białek
- Dariusz Gawryś
- Marcin Gołygowski
- Renata Leśniak
- Anna Stanieczek
- Włodzimierz Świgoń

## Reprezentacja Polski juniorów

### Łuk klasyczny
- Milena Barakońska
- Janusz Byra
- Małgorzata Głód
- Dagmara Janeczek
- Rafał Makowski
- Bartosz Zbroja

### Łuk bloczkowy
- Weronika Piziurna
- Joanna Rząsa
- Żaneta Uba

## Medaliści

### Seniorzy

#### Strzelanie z łuku klasycznego
| Konkurencja:           | Złoto:                                                                | Srebro:                                                              | Brąz:                                                             |
| indywidualnie kobiet   | Tetiana Dorochowa                                                     | Iulia Lobżenidze                                                     | Elena Tonetta                                                     |
| indywidualnie mężczyzn | Marco Galiazzo                                                        | Bair Badionow                                                        | Ołeksandr Drucul                                                  |
| drużynowo kobiet       | Rosja · Natalia Erdynijewa · Jekaterina Charchanowa · Sanżi Obodojewa | Ukraina · Tetiana Dorochowa · Kateryna Palecha · Iulia Lobżenidze    | Wielka Brytania · Naomi Folkard · Charlotte Burgess · Emma Downie |
| drużynowo mężczyzn     | Francja · Oliver Tavernier · Damien Pigeaud · Jocelyn de Grandis      | Niemcy · Sebastian Rohrberg · Florian Floto · Jan Christopher Ginzel | Turcja · Vedat Erbay · Yusuf Ergin · Tunç Küçükkayalar            |

#### Strzelanie z łuku bloczkowego
| Konkurencja:           | Złoto:                                                          | Srebro:                                                        | Brąz:                                                             |
| indywidualnie kobiet   | Laura Longo                                                     | Sofia Gonczarowa                                               | Nicola Hunt                                                       |
| indywidualnie mężczyzn | Stefano Pagni                                                   | Peter Elzinga                                                  | Patrizio Hofer                                                    |
| drużynowo kobiet       | Rosja · Albina Łoginowa · Swietłana Nowikowa · Sofia Gonczarowa | Włochy · Laura Longo · Eugenia Salvi · Paola Galletti          | Wielka Brytania · Nichola Simpson · Nicola Hunt · Lucy Holderness |
| drużynowo mężczyzn     | Holandia · Peter Elzinga · Rob Polman · Emiel Custers           | Finlandia · Jari Haavisto · Aulis Humalajoki · Marko Järvenpää | Szwecja · Morgan Lundin · Anders Malm · Carl Henrik Gidelnskold   |

### Juniorzy

#### Strzelanie z łuku klasycznego
| Konkurencja:           | Złoto:                                                                                | Srebro:                                                         | Brąz:                                                           |
| indywidualnie kobiet   | Laurent De Matos                                                                      | Nina Mylczenko                                                  | Gloria Filippi                                                  |
| indywidualnie mężczyzn | Luca Melotto                                                                          | Massimiliano Mandia                                             | Filip Pertlik                                                   |
| drużynowo kobiet       | Ukraina · Nina Mylczenko · Polina Rodionowa · Iryna Dubas                             | Polska · Małgorzata Głód · Dagmara Janeczek · Milena Barakońska | Włochy · Stefania Rolle · Gloria Filippi · Gaia Cristiana Miria |
| drużynowo mężczyzn     | Hiszpania · Jose Carlos Olandia Diez · Juan Ignacio Rodríguez · Ignacio Santana Plaza | Włochy · Luca Melotto · Massimiliano Mandia · Lorenzo Giori     | Ukraina · Heorhij Iwanickij · Taras Seniuk · Anatolij Sadowiec  |

#### Strzelanie z łuku bloczkowego
| Konkurencja:           | Złoto:                                                                    | Srebro:                                                         | Brąz:                                                         |
| indywidualnie kobiet   | Anna Artemova                                                             | Joyce Simons                                                    | Swietłana Czerkasznewa                                        |
| indywidualnie mężczyzn | Gregoire Fumeaux                                                          | Kevin Burri                                                     | Luca Fanti                                                    |
| drużynowo kobiet       | Rosja · Jekaterina Korobejnikowa · Swietłana Czerkasznewa · Anna Artemowa | Włochy · Giulia Cavalleri · Anastasia Anastasio · Jasmil Frandi | Polska · Weronika Piziurna · Joanna Rząsa · Żaneta Uba        |
| drużynowo mężczyzn     | Włochy · Loris Baselli · Luca Fanti · Luca Di Benedetto                   | Szwajcaria · Gregoire Fumeaux · Kevin Burri · Kevin Marbacher   | Rosja · Czingese Rinczino · Anton Chłyczenko · Erdeni Cydenow |

## Klasyfikacja medalowa

### Seniorzy
| Lp. | Państwo         | Złoto | Srebro | Brąz | Razem |
| 1.  | Włochy          | 3     | 1      | 1    | 5     |
| 2.  | Rosja           | 2     | 2      | 0    | 4     |
| 3.  | Ukraina         | 1     | 2      | 1    | 4     |
| 4.  | Holandia        | 1     | 1      | 0    | 2     |
| 5.  | Francja         | 1     | 0      | 0    | 1     |
| 6.  | Finlandia       | 0     | 1      | 0    | 1     |
| 6.  | Niemcy          | 0     | 1      | 0    | 1     |
| 8.  | Wielka Brytania | 0     | 0      | 3    | 3     |
| 9.  | Szwajcaria      | 0     | 0      | 1    | 1     |
| 9.  | Szwecja         | 0     | 0      | 1    | 1     |
| 9.  | Turcja          | 0     | 0      | 1    | 1     |

### Juniorzy
| Lp. | Państwo    | Złoto | Srebro | Brąz | Razem |
| 1.  | Francja    | 3     | 0      | 0    | 3     |
| 2.  | Włochy     | 2     | 2      | 3    | 7     |
| 3.  | Ukraina    | 1     | 1      | 1    | 3     |
| 4.  | Hiszpania  | 1     | 0      | 0    | 1     |
| 5.  | Szwajcaria | 0     | 2      | 0    | 2     |
| 6.  | Belgia     | 0     | 1      | 0    | 1     |
| 6.  | Polska     | 0     | 1      | 0    | 1     |
| 8.  | Rosja      | 0     | 0      | 2    | 2     |
| 9.  | Czechy     | 0     | 0      | 1    | 1     |